# Bobbie Jo and the Outlaw
Pour plus de détails, voir Fiche technique et Distribution.
Bobbie Jo and the Outlaw est un film américain réalisé par Mark L. Lester, sorti en 1976. Lynda Carter y fait sa première apparition au cinéma.

## Synopsis
Une jeune chanteuse aspirante (Lynda Carter) quitte sa carrière de serveuse de drive-in pour se joindre à un jeune criminel (Marjoe Gortner). Ensemble, il effectue un sombre road-trip dans le Nouveau-Mexique.

## Fiche technique
- Titre : Bobbie Jo and the Outlaw
- Titre original : Bobbie Jo and the Outlaw
- Réalisation : Mark L. Lester
- Assistant réalisateur : Dennis E. Jones et Chuck Russell
- Scénario : Vernon Zimmerman
- Costumes : Cornelia McNamara
- Photographie : Stanley Wright
- Montage : Michael Luciano
- Musique : Barry De Vorzon
- Production : Mark L. Lester, Steve Broidy (en) et Merrie Lynn Rose
- Société de production : Caldwell Productions
- Pays d'origine : États-Unis
- Langue : Anglais
- Format : Technicolor - 35 mm - 1,37:1 - Son mono (Westrex Recording System)
- Genre : Film dramatique, film policier
- Durée : 89 minutes
- Date de sortie : États-Unis : mars 1976

## Distribution
- Marjoe Gortner : Lyle Wheeler
- Lynda Carter : Bobbie Jo Baker
- Jesse Vint : Slick Callahan
- Merrie Lynn Ross : Pearl Baker
- Belinda Balaski : Essie Beaumont
- Peggy Stewart : Hattie Baker
- Gene Drew : Sheriff Hicks
- Gerrit Graham : Magic Ray
- Chuck Russell : un député
- James Gammon : un vendeur

## Autour du film
- Ce film a été tourné au Nouveau-Mexique.
- Premier rôle au cinéma pour Lynda Carter qui devient célèbre l’année suivante pour son rôle dans la série télévisée Wonder Woman.